# Steep Slope Sliders
Steep Slope Sliders (スティープ・スロープ・スライダーズ) est un jeu vidéo de snowboard développé par Cave et Victor Interactive Software et édité par Sega en octobre 1997 sur Saturn. Il a été porté en arcade sur ST-V en 1998,.

## Portage
- Arcade : ST-V : novembre 1998, édité par Capcom